# مولوی قدرت‌الله ابو حمزه
مولوی قدرت‌الله ابوحمزه (پشتو: مولوی قدرت‌الله ابو حمزه) یک سیاستمدار و فرمانده طالبان افغان است که در حال حاضر به عنوان والی ولایت بلخ از اوت ۲۰۲۱ خدمت می‌کند.